# Нат (одиниця вимірювання)
Натура́льна одини́ця інформа́ції (символ нат, англ. natural unit of information, nat), іноді також ніт або непіт (англ. nit, nepit), — це одиниця інформації або ентропії на основі натуральних логарифмів та степенів е, радше ніж степенів 2 та логарифмів за основою 2, які визначають біт. Ця одиниця також відома під своїм символом, нат. Для інформаційної ентропії нат є природною одиницею. Фізичні системи природних одиниць, які нормалізують сталу Больцмана в 1, фактично вимірюють термодинамічну ентропію в натах.
Коли ентропію Шеннона записано із застосуванням натурального логарифма,
{\displaystyle H=-\sum _{i}p_{i}\ln p_{i}\!\,}
то вона неявно дає вимірюване число в натах.
Один нат дорівнює 1/ln 2 шеннонів (або біт) ≈ 1.44 Ш або, що рівнозначно, 1/ln 10 гартлі ≈ 0.434 Гарт. Коефіцієнти 1.44 та 0.434 випливають з відношень
{\displaystyle \left(2^{x}=e^{1}\Rightarrow x={\tfrac {1}{\ln 2}}\right)} і
{\displaystyle \left(10^{x}=e^{1}\Rightarrow x={\tfrac {1}{\ln 10}}\right)}.
Один нат є кількістю інформації такої події, ймовірністю трапляння якої є 1/е.

## Історія
Алан Тюрінг використовував натуральний бан. Бултон і Воллес у зв'язку з мінімальною довжиною повідомлення використовували термін ніт, який спільнотою мінімальної довжини опису було згодом змінено на нат, щоби  уникнути плутанини з одиницею ніт, яка використовувалася як одиниця яскравості.